# Petyr Stoimenow
Petyr Stoimenow (bułg. Петър Стоименов, ur. 8 kwietnia 1960 w Sofii) – bułgarski bokser, medalista mistrzostw świata i mistrzostw Europy w wadze superciężkiej.

## Życiorys
Walczył w wadze ciężkiej (ponad 81 kilogramów), a po jej utworzeniu – w wadze superciężkiej (ponad 91 kilogramów).
Zdobył złoty medal w wadze ciężkiej (ponad 81 kg) na mistrzostwach Europy juniorów w 1978 w Dublinie po zwycięstwie w finale nad Ullim Kadenem z NRD. Przegrał pierwszą walkę w wadze superciężkiej na mistrzostwach Europy w 1979 w Kolonii z późniejszym triumfatorem Peterem Hussingiem z RFN. Wystąpił w kategorii ciężkiej na igrzyskach olimpijskich w 1980 w Moskwie, gdzie odpadł w ćwierćfinale po porażce z Jürgenem Fanghänelem z NRD. Później walczył w kategorii superciężkiej. Na mistrzostwach Europy w 1981 w Tampere wygrał z Marianem Klassem i przegrał w ćwierćfinale z Azizem Salihu z Jugosławii.
Wywalczył brązowy medal na mistrzostwach świata w 1982 w Monachium po przegranej w półfinale z Francesco Damianim z Włoch. Na mistrzostwach Europy w 1983 w Warnie zdobył brązowy medal, a w półfinale ponownie przegrał z Damianim.
Wskutek bojkotu igrzysk olimpijskich w 1984 w Los Angeles przez Bułgarię nie wziął w nich udziału. Na turnieju Przyjaźń-84 zorganizowanym w Hawanie dla pięściarzy z państw bojkotujących igrzyska zdobył brązowy medal, po zwycięstwie nad Romanem Ślusarczykiem oraz porażce w półfinale z Walerijem Abadżianem z ZSRR. Na mistrzostwach Europy w 1985 w Budapeszcie przegrał pierwszą walkę z późniejszym mistrzem, reprezentantem gospodarzy Ferencem Somodim. Wystąpił na mistrzostwach świata w 1986 w Reno, gdzie wygrał z Lennoxem Lewisem z Kanady, ale przegrał w ćwierćfinale przez nokaut z późniejszym triumfatorem Teófilo Stevensonem z Kuby.
Zdobył brązowy medal na mistrzostwach Europy w 1987 w Turynie po przegranej w półfinale z Aleksandrem Jagubkinem z ZSRR. Odpadł w drugiej walce na igrzyskach olimpijskich w 1988 w Seulu przegrywając wskutek kontuzji w 2. rundzie z Peterem Hrivňákiem z Czechosłowacji.